# Muhammad Bayu Pangisthu
Muhammad Bayu Pangisthu (* 24. Februar 1996 in Medan) ist ein indonesischer Badmintonspieler. 

## Karriere
Muhammad Bayu Pangisthu belegte schon als Junior bei den Maldives International 2013 der Erwachsenen Rang zwei im Herreneinzel. Ein Jahr später gewann er mit dem indonesischen Team Bronze bei den Juniorenweltmeisterschaften. Bei den Vietnam Open 2014 schied er dagegen schon in der ersten Runde aus.